# Valerián de Hungría
Valerián de Hungría es un libro de caballerías español, publicado en Valencia en 1540 con el título de La Crónica del muy alto príncipe y esforçado cavallero Valerián de Ungría. Su autor fue el notario valenciano Dionís Clemente. La única edición conocida estuvo a cargo del conocido impresor extremeño Francisco Díaz Romano y terminó de imprimirse el dos de agosto de 1540. 

## Argumento
La obra está compuesta de dos partes. En la primera parte se refieren las aventuras de Pasmerindo, rey de Hungría y padre de Valerián; Nestarcio, futuro emperador de Alemania; Menadoro, rey de Bohemia, y Finariel, rey de Francia, además de las intervenciones de Arismenio, un gran sabio protector. 
En la segunda parte, mucho más extensa que la primera y con mayores elementos de fantasía, se relatan las aventuras de Valerián, enamorado de la princesa Flerisena, y otros caballeros. En buena medida, esta segunda parte gira alrededor del rapto de Flerisena por la maga Boralda, y la posterior liberación de la princesa gracias a Valerián.

## Popularidad
Aunque la obra no fue reimpresa ni continuada en español, sí fue objeto de dos traducciones distintas al italiano, una publicada en 1558 en Venecia, y la otra en 1611, también en Venecia.